# Grille (artillerie)
Pour les articles homonymes, voir Grille.
Le canon automoteur Grille (ce qui signifie « grillon » en allemand) a été utilisé par la Wehrmacht au cours de la Seconde Guerre mondiale. Deux versions ont existé, toutes les deux basées sur le châssis du char tchèque Panzer 38(t) équipé d’un canon d’infanterie sIG 33 de 150 mm. Il fut nettement plus réussi[réf. souhaitée] que les canons automoteurs Bison 15 cm sIG 33 (Sf) auf Panzerkampfwagen I Ausf B et 15 cm sIG 33 auf Fahrgestell Panzerkampfwagen II.

## Développement
C’était la première fois qu'on montait l'obusier sans ses roues dans un véhicule. Le 6 février 1943, une commande pour 200 véhicules fut approuvée par Hitler, pour servir dans les unités de panzergrenadier. Le véhicule était fabriqué par Bömisch-Märische Maschinenfabrik (BMM). Une extension de la commande permit de fabriquer 373 Grille au total dans les deux versions.

### Grille Ausf. H

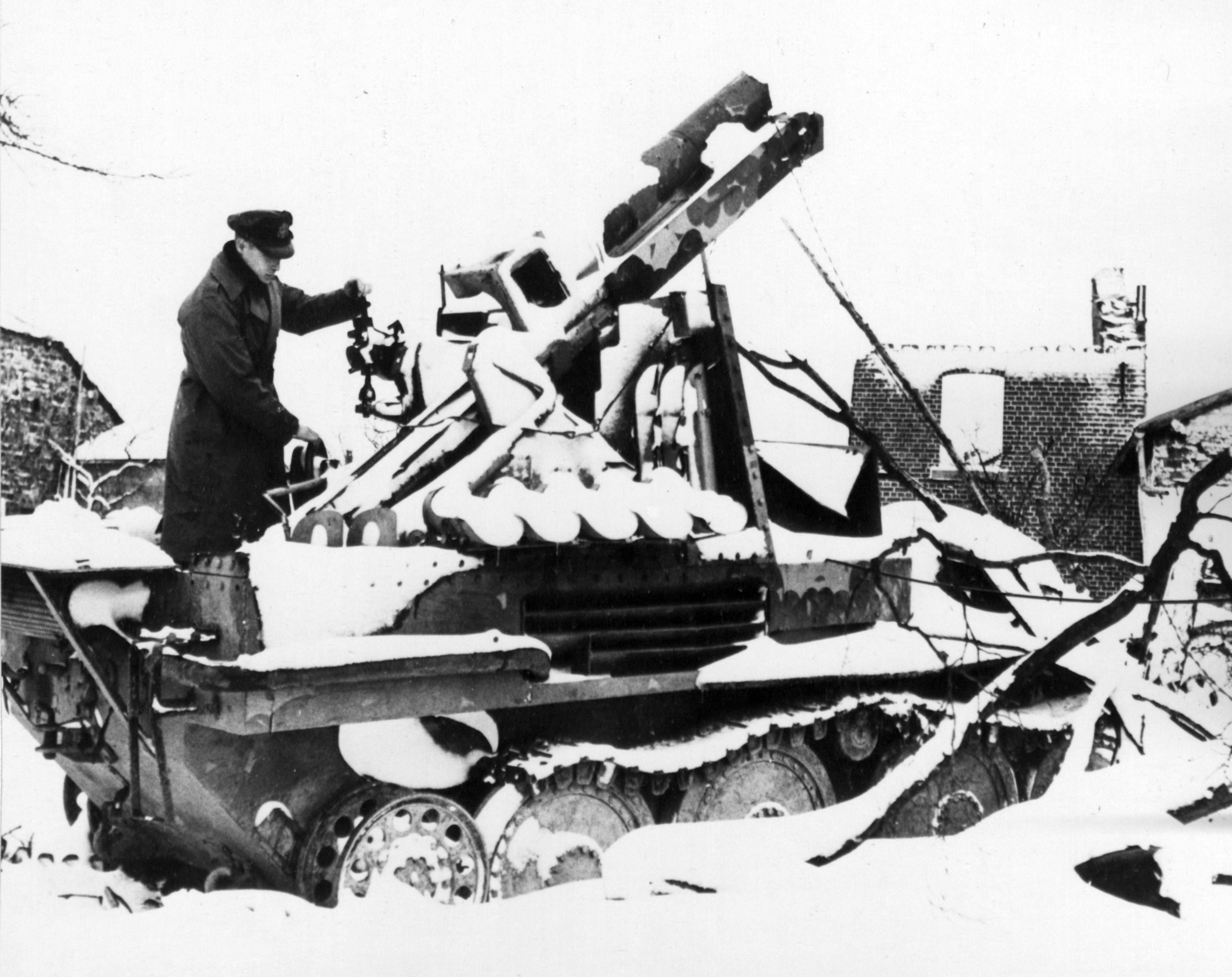
Grille Ausf. H détruit près de Trois-Ponts en Belgique, février 1945

La première version du Grille était basée sur le Panzer 38(t) qui avait un moteur Epa/2  monté à l’arrière.  La tourelle du char fut enlevée et remplacée par une superstructure basse et un compartiment de combat ouvert. Le 15 cm schweres Infanteriegeschütz 33 (canon d’infanterie lourd) était monté au milieu de ce compartiment blindé. Le véhicule avait une capacité de 15 munitions de type HE 28,8 kg, HL 24,6 kg ou HL surcalibré 54 kg. 
Comme le Ausf H était construit sur un châssis de char, le blindage (frontal) de sa coque était de 50 mm et celui de la superstructure (frontale) de 25 mm.
Un total de 91 exemplaires (dont un prototype) furent produits dans l’usine BMM de Prague de février à avril 1943. La désignation d’inventaire du véhicule était 15 cm Schweres Infanteriegeschütz 33 (Sf) auf Panzerkampfwagen 38(t) Ausf. H (SdKfz. 138/1).

### Grille Ausf. K
La seconde version du Grille était basée sur le Panzer 38(t) Ausf. M qui avait un moteur Praga AC en position centrale. Comme pour la version précédente, la tourelle fut enlevée pour être remplacée par une nouvelle superstructure et un compartiment blindé. Contrairement à la variante Ausf. H, ce compartiment était logé à l’arrière du véhicule et était également un peu plus petit et plus haut. Ce qui fit passer le nombre de membres d'équipage de 5 à 4 par rapport à la version Ausf. H. Cette version était également pourvue du canon 15 cm schweres Infanteriegeschütz 33 avec une élévation maximale de 73°.
D’avril à juin 1943 puis d’octobre 1943 à septembre 1944, un total de 282 exemplaires furent construits. Le Grille Ausf. L fut le dernier véhicule à être construit sur le châssis Ausf. M puisque les dix qui avaient été prévus pour la construction du Flakpanzer 38(t) furent en définitive utilisés pour construire des Grille.
La désignation d’inventaire était 15 cm Schweres Infanteriegeschütz 33/1 auf Selbstfahrlafette 38 (Sf) Ausf. M (Sd.Kfz. 138/1).

### Transport de munition
102 transporteurs de munition basés sur le même châssis que la version Ausf. K ont été produits. Comme il était relativement facile de le convertir en canon automoteur Ausf. K, un nombre indéterminé de transporteurs de munition ont reçu cette modification sur le front.
La désignation d'inventaire était Munitionspanzer 38(t) (sf) Ausf.K (sdKfz.138/1).

## Engagements

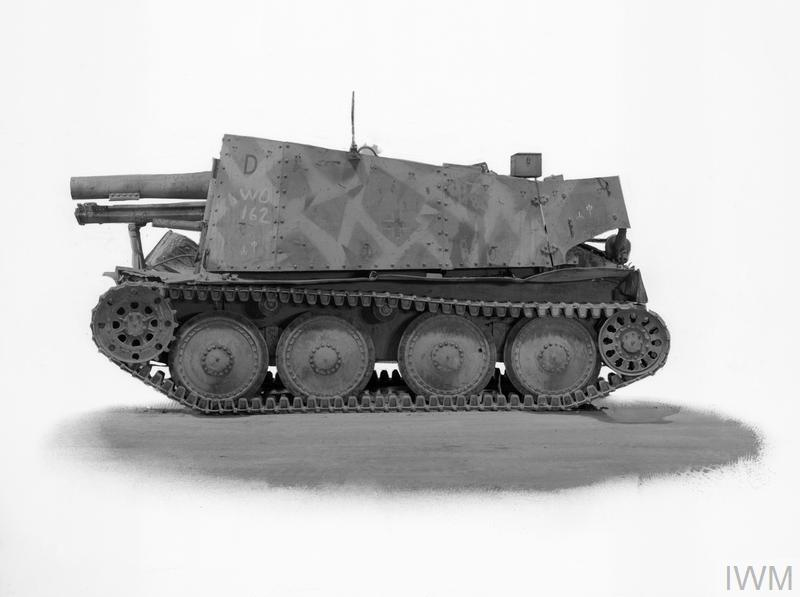
Grille Ausf. H

Les deux versions étaient destinées à être mises en service dans les compagnies de schwere Infanteriegeschütz appartenant aux régiments de Panzergrenadier au sein des divisions blindées et Panzergrenadier, dans leurs unités d’artillerie lourde. Chaque détachement disposait de six exemplaires du Grille. Le véhicule fut utilisé en Russie, Tunisie, Italie et en France.
L'Italie possédant une quarantaine de Panzer 38(t) acheta la licence et les canons nécessaire de 150mm pour produire sa propre version du Grille Ausf. K en décembre 1943 dans une usine située à Milan dans le territoire de la nouvelle République de Salo (RSI).
Au début 1944, le Japon acheta la licence du Grille Ausf. H pour produire un automoteur pouvant rivaliser avec ceux des États-Unis, au moins quelques dizaines d'exemplaires ont été construits pour défendre le territoire du Japon et une autre partie fut envoyée en Mandchourie. Plus tard, une version simplifiée donna naissance au Type 4 Ho-Ro qui avait un châssis différent ainsi qu'un canon plus court et un blindage frontal diminué de moitié à cause d'une pénurie d'acier à la fin de la guerre.